# Prizren
Prizren (tiếng Albania: Prizreni, tiếng Serbia: Призрен; phát âm [prîzrɛn]) là một thành phố tọa lạc ở Kosovo. Nó là trung tâm hành chính của khu tự quản và huyện cùng tên. Thành phố có dân số khoảng 178.000 (kết quả điều tra sơ bộ năm 2011), khiến nó trở thành thành phố lớn thứ hai ở Kosovo. Người dân cư ngụ ở Prizren chủ yếu là người Albania. Prizren nằm trên hai bên bờ sông Prizren Bistrica và trên sườn dãy núi Šar (tiếng Albania: Malet e Sharrit) ở miền nam Cộng hòa Kosovo, giáp ranh với Albania và Cộng hòa Macedonia.
Bằng đường bộ thành phố cách Skopje 99 kilômét (62 dặm) về phía tây bắc, cách Pristina 85 kilômét (53 dặm) về phía nam và cách Tirana 175 kilômét (109 dặm) về phía đông bắc.